# Argentina (thực vật)
Argentina (silverweeds) là một chi của các thực vật trong họ Hoa hồng.

## Các loài chọn lọc
- Argentina anserina
- Argentina anserinoides
- Argentina egedei
- Argentina pacifica